# Rio Indre
O rio Indre é um rio no centro da França, afluente do rio Loire. Nasce no departamento de Cher, perto de Préveranges. Banha os departamentos de Cher, Indre e Indre-et-Loire, e as cidades de La Châtre, Châteauroux e Loches.
O Indre desagua no rio Loire a leste de Candes-Saint-Martin. O seu nome provém possivelmente do antigo vocábulo Innara ou Ennara, formado por duas raízes lígures. A primeira, enn ou inn, de significado desconhecido, e a segunda, ara, significa curso de água.
Da nascente até a foz, o rio Indre faz um percurso total de 265 km, atravessando os seguintes departamentos e comunas:
- Cher: Saint-Priest-la-Marche
- Indre: Ardentes, Briantes, Buzançais, La Chapelle-Orthemale, Châteauroux, Châtillon-sur-Indre, La Châtre, Clion, Déols, Étrechet, Fléré-la-Rivière, Jeu-les-Bois, Lacs, Mers-sur-Indre, Montgivray, Montipouret, Niherne, Nohant-Vic, Palluau-sur-Indre, Pérassay, Le Poinçonnet, Pouligny-Notre-Dame, Pouligny-Saint-Martin, Saint-Cyran-du-Jambot, Saint-Genou, Saint-Maur, Sainte-Sévère-sur-Indre, Le Tranger, Vijon, Villedieu-sur-Indre
- Indre-et-Loire: Artannes-sur-Indre, Avoine, Azay-le-Rideau, Azay-sur-Indre, Beaulieu-lès-Loches, Bréhémont, Bridoré, Chambourg-sur-Indre, Cheillé, Cormery, Courçay, Esvres, Huismes, Lignières-de-Touraine, Loches, Montbazon, Monts, Perrusson, Pont-de-Ruan, Reignac-sur-Indre, Rigny-Ussé, Rivarennes, Saché, Saint-Hippolyte, Verneuil-sur-Indre